# 브리체니구
브리체니구(루마니아어: Briceni)는 몰도바 북서부에 위치한 구로 행정 중심지는 브리체니이며 면적은 814km2, 인구는 75,300명(2011년 기준)이다. 북쪽으로는 우크라이나와 국경을 접하며 서쪽으로는 프루트강을 경계로 루마니아와 국경을 접한다. 동쪽으로는 오크니차 구, 남쪽으로는 에디네츠 구와 접한다.